# Franjo Jordan Bučić
Franjo Jordan Bučić (Stari Grad, 12. studenoga 1853. – Zarate, Argentina, ?, 1938.) je bio hrvatsko-argentinski publicist, prevoditelj i novinar.
Bio je društveni djelatnik u hrvatskom iseljeništvu.
Živio je u SAD-u i Argentini. Pisao je za hrvatske iseljeničke i argentinske tiskovine.